# Apteka Dworska
Apteka Dworska – zabytkowa kamienica w Słupsku znajdująca się przy Starym Rynku 5. Wybudowana w 1723 lub 1783 r. na piwnicach z XV/XVI wieku, na najszerszej działce w zachodniej pierzei rynku. Fasada o formach przejściowych z baroku do klasycyzmu. Reprezentuje typ budynku mieszkalno-handlowego.
Kamienica wzięła swą potoczną nazwę od jednego z jej właścicieli, aptekarza dworu Starka, który w 1852 r. zainstalował w budynku komin. W 1860 r. przebudowano wozownię, stajnię i bramę w podwórzu kamienicy. W 1905 r. kamienica została podłączona do wodociągów i kanalizacji (z tego roku pochodzi pierwsza inwentaryzacja całego budynku). Do 1945 r. dom był wielokrotnie przebudowywany, m.in. w 1928 r. wyremontowano jego elewację.
Po II wojnie światowej w kamienicy funkcjonowała apteka. W 1965 r. powstał projekt, by adaptować ją na klub lekarza. W latach 1966–1987 na parterze istniała apteka szpitalna, na piętrze i poddaszu mieszkania. Następnie kamienicę zajęła na swe biura Dyrekcja Rewaloryzacji i Modernizacji Miasta Słupska i Spółka „Starówka”. Od 1991 r. na parterze kamienicy znajduje się ponownie apteka, na piętrze są gabinety lekarskie i laboratorium, natomiast poddasze jest nieużytkowane.